# Saissetia coffeae
Saissetia coffeae es una especie de insecto tipo conchuela de la familia Coccidae.
La gran variedad de plantas hospederas es causante de clasificaciones y reclasificaciones, se le ha incluido en muchos géneros: Lecanium, Coccus, Chermes.
Parasita 178 especies de 80 familias, algunas muy importantes a nivel comercial: café, té y plantas ornamentales.
Hospedadores primarios: Artocarpus altilis, Abelmoschus esculentus, Adiantum, Annona, Aralia, Asplenium, Asparagus setaceus, Bauhinia, Blechnum, Camellia sinensis, Cajanus cajan, Cocos nucifera, Cycas, Codiaeum variegatum, Chrysanthemum, Citrus, Coffea, Capsicum, Cucurbita moschata, Euphorbia, Eucalyptus, Eugenia, Ficus, Gossypium, Hibiscus, Ixora, Litchi chinensis, Manihot esculenta, Mangifera indica, Musa, Nerium oleander, Olea europaea subsp. europaea, Passiflora edulis, Persea, Persea americana, Piper methysticum, Plumeria, Polypodium, Prunus domestica, Prunus persica, Psidium guajava, Punica granatum, Ricinus communis, Solanum, Solanum melongena, Vitis vinifera.
Afecta a hojas y tallos durante la floración o la formación del fruto, es de las especies más cosmopolitas, se puede encontrar en muchos climas. 
Se reproducen por partenogénesis y no se conocen machos, la hembra deposita 500-2500 huevos blanquecinos en una cavidad bajo su cuerpo donde los protege durante un corto período, hay tres estadios inmaduros, el primero es crítico: deben buscar comida y la tasa de mortalidad es alta. Normalmente esta busca se limita a la planta donde eclosionan o a la adyacente, pero algunos animales pueden propagarlos y llegar a plantas más lejanas. El número de generaciones varía de una a seis al año según el medio y la planta que infecten. S. coffeae prefiere ambientes húmedos y secos, pero no puede crecer a más de 30 °C. su óptimo estaría a 28 °C, su ciclo duraría ahí 52 días y producirían más huevos.
Las colonias de S. coffeae extraen grandes cantidades de savia lo que produce un gran debilitamiento de la planta, además pueden atraer hormigas gracias a sus secreciones. Dejan masas negruzcas en los depósitos de azúcar y las hojas afectadas se caen prematuramente. Los insectos maduros se pueden ver fácilmente como bultitos en el envés de la hoja o el tallo. Las hojas crecen anormalmente y se quedan pringosas o con zonas como chamuscadas, los adultos aparecen sésiles como bultos en el tallo o el envés, los apéndices del insecto se acortan y se mantienen ocultos bajo el cuerpo, sólo a los individuos más jóvenes se les puede diferenciar los ojos.
Los estadios más tempranos se diferencian muy mal, en el primer estadio serían de varios colores o formas, las hembras adultas serían ápteras y marrones y pueden desarrollar una cavidad para los huevos que se va haciendo cada vez más convexa. Para la identificación se ha de usar microscopio y observar la falta de retículos dorsales, la aureolación presente, las sedas discales en el plato anal, las sedas dorsales cónicas y los surcos tubulares en dos zonas distintivas. S. coffeae puede confundirse con otras especies de Saisssetia o con Parasaissetia. El surco en forma de H en S.coffeae está ausente normalmente en P. nigra pero presente en otras especies de Saissetia; empero se pierde en los ejemplares adultos de S. coffeae pero se mantiene en S. oleae. Los adultos de S. coffeae son más convexos y brillantes que los S. oleae. S. coffeae se puede diferenciar de otras especies del género porque posee dos surcos ventrales submarginales, uno con un bulbo interno, otro con un filamento interno.

## Control
Existen medidas severas de regulación y se exige un certificado fitosanitario de la planta e inspección del cultivo en la temporada de crecimiento. El empleo de enemigos naturales ha sido una de las medidas más recurridas y de las más clásicas, suelen dar buenos resultados aunque los parásitos puedan secretar sustancias que atraigan hormigas que los defiendan y se pierda un poco de efectividad con eso. El control químico es difícil por sus hábitos no constantes de alimentación y por su dorso céreo que dificulta la utilización de pesticidas, que por otro lado pueden acabar con los parasitoides que se suelen emplear para destruirlos. En países tropicales hay que extremar precauciones con S. coffeae por su preferencia a zonas secas y cálidas, pero es poco probable que cause daños en zonas donde S. oleae está bajo control.
Parasitoides
- Cephaleta brunniventris
- Cheilopsis inca
- Coccophagus ceroplastae, ninfas, en Hawái, Puerto Rico
- Coccophagus cowperi, ninfas y adultos
- Coccophagus lycimnia, ataca ninfas y adultos en  Argentina, Brasil, México, EE. UU.
- Coccophagus ochraceus, ataca ninfas en EE. UU. y  Kenia
- Coccophagus scutellaris, ataca ninfas en EE. UU. y  Kenia
- Coccophagus tibialis, ataca ninfas en Filipinas
- Comperiella bifasciata, ataca ninfas en Hawái
- Encyrtus aurantii, ataca ninfas en ambientes tropicales y subtropicales
- Encyrtus infelix, ninfas en Hawái y EE. UU.
- Lecaniobius cockerelli, ninfas y adultos en las Guayanas, EE. UU. y el Caribe
- Mesopeltita atrocyanea
- Metaphycus helvolus, ninfas en África del Sur, Irán, Australia, Grecia, EE. UU. y Chile.
- Metaphycus swirskii
- Taftia saissetiae, ataca ninfas en Filipinas.

Predadores
- Chilocorus kuwanae, ninfas y adultos
- Chilocorus renipustulatus, ninfas y adultos
- Cryptolaemus montrouzieri
- Dicrodiplosis fulva, ataca ninfas y adultos
- Exochomus quadripustulatus, ninfas y adultos